# كارلو بافيزي
كارلو بافيزي (Carlo Pavesi) هو لاعب أولمبي لرياضة مبارزة سيف الشيش من إيطاليا. شارك في الأولمبياد الصيفي في 1952–1960، وفاز بما مجموعه 4 ميداليات.

## الميداليات
| ذهب | فضة | برونز | المجموع |
| 4   | 0   | 0     | 4       |

## روابط خارجية
- كارلو بافيزي على موقع اللجنة الأولمبية الدولية (الإنجليزية)
- كارلو بافيزي على موقع أوليمبيديا (الإنجليزية)
- كارلو بافيزي على موقع اللجنة الأولمبية الإيطالية (الإيطالية)